# Kommende Eger

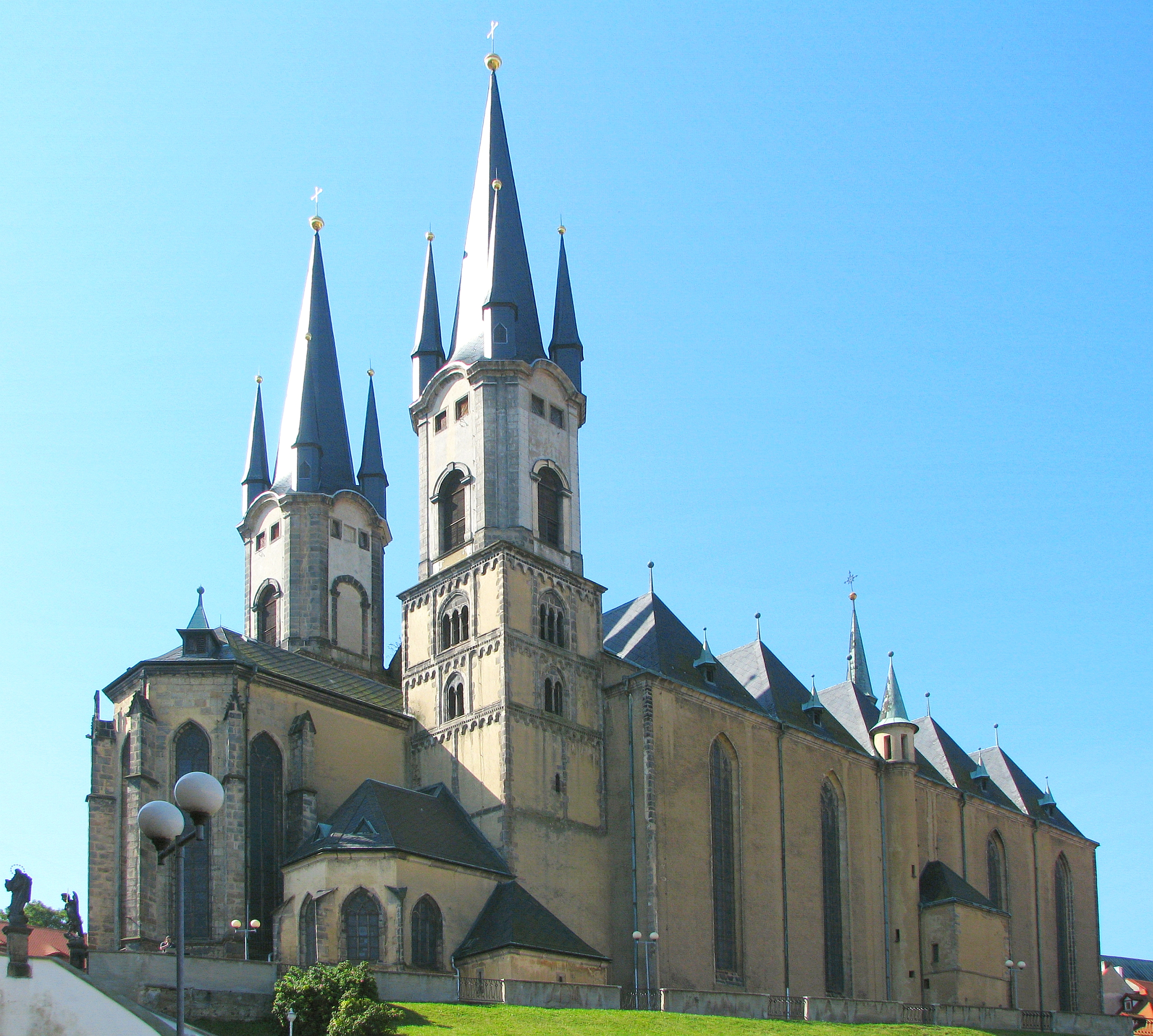
Stadtpfarrkirche St. Nikolaus und Elisabeth, 1258 Patronatsrecht an den Deutschen Orden

Die Kommende Eger war ursprünglich eine Niederlassung des Deutschen Ordens in Eger, heute Cheb im Karlovarský kraj, Tschechien. 1258 erhielt der Orden die Pfarre in Eger und richtete in der Stadt eine Kommende ein, die von einem Priesterkomtur geleitet wurde. Eger wurde 1277 Reichsstadt, 1322 allerdings an das Königreich Böhmen verpfändet und dadurch de facto an Böhmen angeschlossen. 1608 verkaufte der Deutsche Orden die Kommende an die damals überwiegend protestantisch gewordene Stadt Eger. Nach der Schlacht am Weißen Berg (1620) und dem Beginn der Rekatholisierung Böhmens musste die Stadt Eger unter politischem Druck 1627 den Verkauf rückgängig machen und an den Johanniter-/Malteserorden abgeben. Sie wurde dann eine Ritterkommende, d. h. der Leiter (Kommendator) war ein Ritterbruder des Johanniterordens. Sie scheint aber für den Orden nicht profitabel genug gewesen zu sein, denn 1692 verkaufte der Johanniterorden die Kommende (wieder) an die Stadt Eger. Der letztendliche Abschluss des Kaufes und der Bezahlung und zog sich durch die einzuholenden Bestätigungen noch bis Anfang 1696 hin.

## Lage
Der Gebäudekomplex des Deutschen Hauses, auch Kreuzhof genannt, stand in der Nähe der Stadtpfarrkirche. Daneben gab es noch ein Priesterhaus, ein Malz-Bräuhaus und einen Speicher. Die Gebäude existieren heute nicht mehr. Lediglich die Stadtpfarrkirche reicht noch in die Zeit des Deutschen Ordens und des Johanniter-/Malteserordens zurück. Anstelle des Kreuzhofes bauten die Jesuiten 1705 das Jesuitenkolleg.

## Geschichte
Der Ort Eger wurde 1179 zur Stadt erhoben, 1277 wurde Eger Reichsstadt. Nach der Verpfändung der Stadt 1322 durch König Ludwig den Bayern an den böhmischen König Johann und dem quasi Anschluss an Böhmen – das Pfand wurde nicht wieder eingelöst – verlor die Stadt immer mehr ihre Rechte als Reichsstadt und wurde in das Königreich Böhmen eingegliedert.

### Die Deutschordenskommende
1258 bestätigte Konradin die Schenkung der Kirche in Eger an den Deutschen Orden, die von seinem Großvater Friedrich II. und seinem Vater Konrad IV. getätigt worden war. Die Schenkung sollte allerdings erst nach dem Tod des bisherigen amtsinhabenden Weltgeistlichen zur Ausführung kommen; dies war anscheinend erst 1258 der Fall. Die Bestätigung der Schenkung erfolgte am 9. Dezember 1259 durch Papst Alexander IV.
Der Deutsche Orden richtete in der Stadt eine Kommende ein. In der Organisationshierarchie des Deutschen Ordens gehörte die Kommende Eger ursprünglich zur Deutschordensballei Thüringen. Die Kommende wurde von einem Priesterkomtur geleitet.
In der weiteren Folge der Geschichte der Kommende begründete der Orden ein Hospital und schon vor 1300 eine (Latein-)Schule in Eger. Der Orden betreute mit seinen Ordenspriestern auch zahlreiche Pfarrkirchen in der Umgebung von Eger. Ab 1341 baute der Konvent außerdem eine Bibliothek auf, in die alle Bücher der in der Kommende verstorbenen Brüder eingingen.
Der Konvent der Deutschordenskommende Eger bestand 1451 aus 13 Priesterbrüdern, im 16. Jahrhundert aus 18 bis 24 Ordenspriestern und Ordensbrüdern sowie 12 Laienbrüdern. Diese wohnten natürlich nicht alle in Eger, sondern in ihren jeweiligen Tätigkeitsorten. Jährlich wurden Konvente abgehalten, an denen die Priester, Schul- und Kirchendiener teilnehmen mussten. Zur Finanzierung dieser Konvente mussten die Pfarreien Mühlbach (Pomezí nad Ohří), Arzberg, Haslau (Hazlov), Schönbach (Luby), Albenreuth (Mýtina) und Frauenreuth (Kopanina) außerordentliche Abgaben leisten.
Die Stadt Eger wurde in der zweiten Hälfte des 16. Jahrhunderts überwiegend protestantisch. Durch den Mangel an Ordenspriestern, bedingt auch durch die Reformation, wurde die Kommende für den Deutschen Orden trotz reichen Grundbesitzes immer unprofitabler, denn der Kommendator musste nun zahlreiche Weltgeistliche zur Betreuung der Pfarreien anstellen. 1556 starb der letzte in Eger amtierende Priesterkomtur Nikolaus Sachs. Der Orden besetzte die Kommende nicht mehr mit einem (Priester-)Kommendator. Der Landkomtur von Thüringen Wilhelm von Holdingshausen war protestantisch geworden und setzte 1561 den protestantischen Prediger Hieronymus Tilesius kurzzeitig in die Pfarr- und Kommendekirche ein. Zwar predigte Tilesius nur etwa 13 Wochen in Eger, diese Zeit reichte jedoch aus, dass die Mehrzahl des Magistrats sich zur protestantischen Lehre bekannte. Die katholischen Geistlichen wurden aus dem Egerer Gebiet verdrängt. Die Stadt- und Landpfarreien wurden mit protestantischen Predigern besetzt. Auch an der Lateinschule wurden nun protestantische Lehrer angestellt. Der Kaiser befahl zwar 1569 und 1572 dem Magistrat, die verbliebenen Katholiken nicht zu bedrängen, doch der Magistrat ließ sich nicht beirren und setzte die Reformation fast vollständig um, obwohl dem Magistrat zu diesem Zeitpunkt die wichtigen Patronatsrechte über die Stadt- und Landkirchen gar nicht gehörten.
Die Verwaltung der Kommende wurde 1556 zunächst von zwei von der Stadt Eger bestellten Verwaltern übernommen, bis der Orden dann 1562 wieder einen ordenseigenen Verwalter schickte. Die Kommende Eger verlor danach auch ihre Selbständigkeit und wurde der Verwaltung der Kommende Nürnberg unterstellt. Durch eine Neuordnung der Deutschordensballeien kam die Kommende Eger 1587 zur Deutschordensballei Franken.

### Der Verkauf der Deutschordenskommende Eger
Bereits 1599 gab es erste Verhandlungen des Deutschen Ordens mit der Stadt Eger zwecks eines Verkaufs der Kommende an die Stadt. Im Auftrag des Hochmeisters Erzherzog Maximilian reisten Kommissäre zu Verkaufsverhandlungen nach Eger. Als Kaufpreis wurden 48 000 Gulden ausgehandelt. Aus bisher nicht ersichtlichen Gründen wurde der Verkauf aber dann doch nicht realisiert. Ende des Jahres 1607 wurden aber die Verkaufsverhandlungen durch Christoph von Schwalbach, Hauskomtur zu Rothenburg an der Tauber, David Euler, Sekretär zu Mergentheim und Herrn Wesnitzer zu Eger, Kellerer zu Frankfurt a. M. auf Ordensseite und die drei Bürgermeister Hans Wernher, Adam Kramer und Wolf Bachälbel/Pachelbel und den Losungsschreiber Hans Söldner auf Seiten des Rates wieder aufgenommen und abgeschlossen. Letztendlich wurde ein Preis von 55.000 Talern ausgehandelt, also ein etwas höherer als der zuvor im Jahr 1599 ausgehandelte Preis.
Der Besitz der Kommende umfasste umfangreiche Güter (Wälder, Wiesen, Teiche), Jagdrechte und zahlreiche Grundrenten in der Umgebung von Eger, aber auch in der heutigen Oberpfalz, so in Kreuzenstein (Podhoří), Oberlohma (Horní Lomany), Markhausen a. d. Eger (Pomezná = Wüstung), Eger (Cheb), Rothelhausen (?), Konradsgrün (Salajna), Schwalbenmühle (Vlaštovči mlyn), Frauenreuth Kopanina (Nový Kostel), Berg (?), Mühlgrün (Mlýnek), Hatzenreuth und Mammersreuth.
Am 1. Mai 1608 wurde der Kaufvertrag vom Landkomtur der Ballei Österreich, Marquard Freiherr zu Eck, dem Landkomtur der Deutschordensballei Franken (und Komtur der Kommende Nürnberg), Johann Conrad Schutzbar, genannt Milchling, sowie den Komturen von Donauwörth, Heilbronn und Oettingen unterzeichnet. Am Himmelfahrtstag 1608 (15. Mai) wurden alle Untertanen der Deutschordenskommende aus ihrem Eid entlassen. Damit war die Deutschordenskommende Eger Geschichte. Allerdings war damit noch nicht das Ende der Kommende bzw. genauer des Güterkomplexes und der Rechte der Kommende an sich gekommen.

### Komture/Kommendatoren des Deutschen Ordens
| Amtszeit                            | Kommendator                             | Sonstige Ämter und Anmerkungen                                              |
| ----------------------------------- | --------------------------------------- | --------------------------------------------------------------------------- |
| 1261                                | Walter                                  | Kommendator in Eger                                                         |
| 1265 bis 1283                       | Hermann                                 | Kommendator in Eger                                                         |
| 1289 bis 1291                       | Heinrich                                | Kommendator in Eger                                                         |
| 1293 bis 1295                       | Meinhard                                | Kommendator in Eger                                                         |
| 1296                                | Heinrich                                | (wohl der obige Heinrich)                                                   |
| 1296 bis 1298                       | Dietrich von Kolditz                    | Kommendator in Eger                                                         |
| 1298 bis 1301                       | Heinrich von Kurbitz                    | Kommendator in Eger (der obige Heinrich?)                                   |
| 1304 bis 1305                       | Meinhard                                | Kommendator in Eger (wohl der obige Meinhard)                               |
| 1306                                | Heinrich Hund                           | Kommendator in Eger                                                         |
| 1312 bis 1322                       | Meinhard Schwindel                      | Kommendator in Eger                                                         |
| 1323                                | Dietrich von Murbach                    | Kommendator in Eger                                                         |
| 1325 bis nach 1327                  | Dietrich von Ammern                     | Kommendator in Eger                                                         |
| 1333 bis 1335                       | Ulrich von Rote                         | Kommendator in Eger                                                         |
| 1339 bis 1342                       | Heinrich von Losa                       | Kommendator in Eger                                                         |
| 1341                                | Hans Klet von Lasan                     | Kommendator in Eger (fehlt in Hungs)                                        |
| 1352 bis 1359                       | Ulrich vom Rohr/von dem Röhr            | Kommendator in Eger                                                         |
| 1360                                | Heinrich                                | Kommendator in Eger                                                         |
| 1364                                | Eckhard von Langenlohe                  | Kommendator in Eger (fehlt in Pröckl)                                       |
| 1367 bis 1369                       | Peter von Feilitzsch/Vilsche            | Kommendator in Eger (in Pröckl mit Amtszeit 1361)                           |
| 1370                                | Friedrich Selbweildige/Selbwaldiger     | Kommendator in Eger                                                         |
| 1373                                | Heinrich Sprungil/Sprungel              | Kommendator in Eger                                                         |
| 1395 bis 1399                       | Otto von Dierschau                      | Kommendator in Eger(fehlt in Prökl, passt auch nicht in die Abfolge)        |
| 1382 bis 1403                       | Franz Junker                            | Kommendator in Eger                                                         |
| 1406 bis 1408                       | Heinrich von Watzdorf                   | Kommendator in Eger                                                         |
| 26. Juni 1413 bis 1416              | (Otto) Johann Leubner/Lauber            | Kommendator in Eger                                                         |
| 1428 bis 1429                       | Johann Gummerauer                       | Kommendator in Eger (1¼ Jahre) (fehlt in Hungs)                             |
| 1430 bis 1439                       | Johann von Josnitz/Gäßnitz              | Kommendator in Eger (durch 8½ Jahre) (Amtszeit in Hungs: 1420 bis 1432)     |
| 1439                                | Georg Kuttenplaner                      | Kommendator in Eger (1 Jahr) (fehlt in Hungs)                               |
| (1438?) 1440 bis 20. September 1443 | Peter Dubich/Döbinger/Tubicher/Rubinger | Kommendator in Eger (2 Jahre)                                               |
| 1443 bis 1448                       | Heinrich von Witzleben                  | Kommendator in Eger (6½ Jahre)                                              |
| 1448 bis 1452                       | Johann Maurer                           | Kommendator in Eger (4 Jahre)                                               |
| 1452 bis 1455                       | Georg Fritsch                           | Kommendator in Eger (4 Jahre)                                               |
| 1455 bis 1469                       | Jörg Wofide/Wofidel                     | Kommendator in Eger (14½ Jahre)                                             |
| 1469 bis 1470                       | Gottfried Wirth                         | Kommendator in Eger (2 Jahre)                                               |
| 1472 bis 1476                       | Konrad Haß                              | Kommendator in Eger (4 Jahre)                                               |
| 1476 bis 23. April 1500             | Georg Prudling/Pründling                | Pfarrer und Kommendator in Eger                                             |
| 1503 bis 12. März 1507              | Franz Schroter/Schröter                 | Kommendator in Eger (2½ Jahre)                                              |
| 1510 bis vor 15. September 1520     | Johann Kramer                           | Pfarrer und Kommendator in Eger (15 Jahr, Pröckl hat eine Amtszeit ab 1505) |
| 15. September 1520 bis 1536         | Christoph Pleidner                      | Kommendator in Eger                                                         |
| 1540 bis 1556                       | Nikolaus Sachs († 1556)                 | Priester-Kommendator, Kommendator in Eger (in Hungs in err. 1559)           |
| 1556 bis 1562                       | Michael Baier, NN Weyhrauch             | zwei von der Stadt eingesetzte Verwalter                                    |
| April 1562 bis 1564                 | Christoph von Dacherode                 | Verwalter                                                                   |
| 1564 bis 1566                       | Heinrich Thiesel                        | Verwalter                                                                   |
| 1566 bis 1572                       | Heinrich von Thangel                    | Laienkomtur                                                                 |
| 1572 bis 1574                       | Georg Bodensteiner                      | Verwalter                                                                   |
| 1574 bis 1580                       | NN Hanfnuß                              | Laienkomtur                                                                 |
| 1587 bis 1591                       | Hans von Gleichen                       | Verwalter                                                                   |
| 1591                                | Adam Viether                            | Verwalter                                                                   |
| 1591 bis 1593                       | Valentin Kleinmann                      | Verwalter                                                                   |
| 1593 bis 1600                       | Sebastian Eck                           | Verwalter                                                                   |
| 1600 bis 1602                       | Leonhard Reuner                         | Verwalter                                                                   |
| 1602 bis 1608                       | Christoph Holzschuher                   | Verwalter                                                                   |

### Die Kommende im Besitz der Stadt Eger
Mit dem Himmelfahrtstag 1608 (15. Mai) wurden dann auch alle Untertanen der nun ehemaligen Deutschordenskommende mit Mund und Hand auf den Rat der Stadt Eger vereidigt. Der Magistrat bestellte als Verwalter Christoph Steinhäuser und Georg Albrecht, die alle Gefälle an Geld und Naturalabgaben einzunehmen und zu verrechnen hatten.
Der Magistrat von Eger versäumte es aber, oder hielt es nicht für nötig, die Bestätigung für den Verkauf durch den böhmischen König (und deutschen Kaiser) Ferdinand III. einzuholen, ein Versäumnis, das kaum 20 Jahre später schwere Konsequenzen hatte. Denn bei der Veräußerung von geistlichen Gütern und Stiftungen hätte der Konsens des Königs von Böhmen eingeholt werden müssen.
Die Stadt Eger begann bald darauf mit dem Bau eines neuen Pfarrhauses, der Dreifaltigkeitskirche und eines neuen Schulhauses, in erster Linie aus den Einnahmen der übernommenen Deutschordenskommende.
Die überwiegend protestantisch gewordene Stadt Eger kam nach der Niederlage der böhmischen Stände unter dem Winterkönig Friedrich V. von der Pfalz gegen die Katholische Liga in der Schlacht am Weißen Berg am 8. November 1620 unter zunehmenden politischen Druck durch den böhmischen König und den deutschen Kaiser Ferdinand II. Das Ziel war die Rekatholisierung der protestantischen Gebiete in Böhmen.
Mit dem Kauf der ehemaligen Deutschordenskommende war die Stadt Eger in den Besitz der Patronatsrechte fast sämtlicher Kirchen der Stadt und des umliegenden Landes gekommen. Um die Dorfbewohner wieder für den katholischen Glauben zu gewinnen, mussten diese Kirchenpatronate wieder in katholischen Besitz gebracht werden, denn damit war das Recht zur Berufung von Pfarrern verbunden. Bereits am 11. Februar 1626 wurde dem Stadtrat von Eger von der böhmischen Statthalterei befohlen, sämtliche lutherischen Prediger aus der Stadt und den umliegenden Ortschaften zu schaffen. Die Stadt wandte sich daraufhin an den Kaiser mit der Bitte sie doch bei der freien Religionsausübung zu belassen. Sie kam dem Befehl zunächst nicht nach. Am 30. April 1626 war das Dekret der böhmischen Statthalterei erschienen, in dem alle Bewohner des Königreichs Böhmen aufgefordert werden, sich nach dem Willen des Kaisers (bzw. in seiner Funktion als böhmischer König) wieder der katholischen Religion zuzuwenden. Auch der Adel wurde gedrängt, sich innerhalb von sechs Monaten wieder zum katholischen Glauben zu wenden. Zunächst wurde von der Durchsetzung des Dekrets abgesehen. Dies änderte sich jedoch 1628 mit der Ankunft der Jesuiten.

### Der Verkauf der Kommende an den Johanniter-/Malteserorden
Der deutsche Kaiser und böhmische König Ferdinand II. nahm nun die nicht gesuchte Bestätigung des Verkaufs eines geistlichen Gutes zum Anlass, den Kauf rückgängig zu machen bzw. ihn nicht zu gestatten. Am 23. August 1627 befahl er der Stadt Eger auf das Schärfste zum letzten Mahle, das teutsche Haus dem Freyherrn Christoph Simon von Thun, Malteser Ritter gegen Erstattung des ausgelegten Kaufschillings zu überlassen.
Am 13. Dezember 1627 wurde in den Verkaufsverhandlungen (strikt genommen waren es keine Verkaufsverhandlungen, sondern die Rückabwicklung des Verkaufs von 1608) ein Preis von 55.000 Gulden vereinbart, also der damalige Kaufpreis, der teils in Rheinischen Gulden, teils in Böhmischen Groschen zu bezahlen war. Am Folgetag ließen sich die Vertreter des Kaisers und der Malteser bereits die Schlüssel zur Pfarrkirche aushändigen und ließen auch die protestantischen Kirchen auf den zur Kommende gehörenden Dörfern sperren. Der Verkaufsrezess wurde dann am 16. Dezember 1627 unterzeichnet. Nach den Taxa Egranae Commendae Ordinis Equitum S. Joannis Melitensium juxta rectum, consuetum pretium (collatura ecclesia & filiarum exclusa) hatte die neue Johanniter-/Malteserkommende nahezu die gleichen Rechte und auch denselben Besitzumfang wie die frühere Deutschordenskommende. Erster Kommendator in der neu erworbenen Johanniterkommende wurde Christoph Simon von Thun. Er war Geheimer Rat, Obersthofmeister von Ferdinand II. und Tutor des damaligen Prinzen Ferdinand, der 1627 als Ferdinand III. König von Böhmen und 1637 römisch-deutscher Kaiser wurde. Die Kommende wurde dem Großpriorat Böhmen der Deutschen Zunge des Johanniterordens unterstellt. Der Wert der zur Kommende gehörenden Besitztümer, Liegenschaften und Einkommen wurde auf 162.170 Gulden beziffert.
Die Kommende bezog auch weiterhin Einkommen und Abgaben aus nicht in unmittelbarer Umgebung Egers liegenden Gebieten, darunter aus dem „Bayreutischen“, „der Hauptmannschaft Wunsiedel“ und „Dörfer(n) in der Frais, das ist ein Stück Landes unter Eger zwischen Waldsassen und Märing südwärts, darin viele Dörfer itzt ganz pfälzisch, einige der Hälfte, oder vielmehr dem geringsten Theile nach egerisch sind, hingegen aber die obere Gerichtsbarkeit stets ein Jahr pfälzische, das andere egerisch ist“.
Insgesamt bezog die Kommende Naturalabgaben und Zinsen, Zehnte, sowie „Sack- und Bestandzinse“ aus folgenden Orten:
Arzberg, Au (Loužek), Boden (Wüstung), Döba (?), Doberau (Doubrava), Dürnbach (Potočiště), Ensenbruck (Povodí), Ferbau (?), (Egrisch oder Katholisch) Fischern (Wüstung), Frauenreuth (Kopanina), Gebenbach, Geehag (Háje), Großnitz (?), Großschüttüber (Velká Sitbor), Grün (?), Hag (?), Hagengrün (Zeleny Háj), Hahnersdorf (?),Hartessenreut (Hartou-šov), Hayd (Bor), Hart (?), Härles (?), Höflas (Dvořek), Hammersdorf (Honnersdorf/Jindřichov), Kinsberg (Hroznatov), Kornau (Obilná), Knebau (?), Kötschwitz (Chocovice), Konradsgrün (Salajna), Korbersdorf, Kreuzenstein (Podhoří), Kropitz (Krapice), Langenbruck (Dlouhé Mosty), Leupoldsfeld (?), Lehenstein (Chlumeček), Markhausen (Wüstung bei Hraničná, Kraslice), Möschwitz, Mühlbach (Pomezí nad Ohří), Moschwitz (?), Mühlessen (Milhostov), Mühlgrün (Mlynek), Nebanitz (Nebanice), Nonnengrün (Hluboká), Oberlindau (Horní Lipina), Oberlosa (Horní Lažany), Oberlohma (Horní Lohmany), Oberndorf (Horní Ves), Ober-/Unterpilmersreut (Pelhřimov), Oberschön (Horní Dvory), Oedt (?), Ottengrün, Palitz (Palič), Perg (?), Pirk (Břiza), Pograd-Hof (Podhrad), Pruck (Mostek), Rathsam (Wüstung), Reichersdorf (Hradiště), Reisig (Klest), Rohr (Nový Drahov), Rosenreut (?), Scheibenreut (Okrouhlá u Chebu), Schönlind (Krásná Lípa), Schottenhof, Schwalbenmühl (Vlaštovči mlyn), Sebenbach (Chvoječná), Seißen (?), Sirmitz (Žirovice), Splattau (?), Stadel (?), Steckigmühle (?), Stein (Skalka), Stabnitz (Stebnice, Gem. Lipová u Chebu), Stobessen (?), Taubarat (Doubrava u Lipové), Thurn (Tuřany u Chebu), Tirschenreut, Tirschnitz (Tršnice), Trebendorf (Třebeň),Treunitz (Dřenice), Trogau (Drahov), Triesenhof (Střížov), Unterkunreuth (Hraničná (Pomezí nad Ohří)), Unterlindau (Dolní Lipina, Gem. Lipová), Unterlohma (Dolní Lomany), Unterlosau (Dolní Lažany), Unterschön (Dolní Dvory), Voitersreuth (Vojtanov), Wildenhof (?), Weizenreut (Watzgenreuth/Vackovec, Gem. Milhostov), Wogau (Vokov) und Zettendorf (Cetnov).
Eine Sonderregelung galt für „Hatzenreuth und Mammersreuth“, da diese Orte „mit dem Stifte Waldsassen zu Wechsel … gehen, so daß diesen 2 Jahr, das dritte aber den teutschen Hause zu Eger der Zehnte verabfolgt wird“.
Christoph Simon von Thun nutzte die Ausweisung der protestantischen Anhänger des „Winterkönigs“ Friedrich V. (von der Pfalz) aber auch zur persönlichen Bereicherung. So konnte er 1628 die Herrschaft Tetschen (Děčín) und Schloss und Stadt Klösterle an der Eger (Klášterec nad Ohří) mit Ländereien in der Umgebung erwerben. 1628 erfolgte der Erwerb der Grafschaft Hohenstein, nach der sich eine Linie seines Geschlechts (die Nachkommen seines Neffen Johann Sigmund, Sohn seines Bruders Johann Cyprian) nun Thun-Hohenstein nannten. Aufgrund seiner Verdienste um die Rekatholisierung Böhmens und seines Machtzuwachses durch den Erwerb diverser Herrschaften wurde Christoph Simon von Thun zusammen mit seinem Bruder Johann Cyprian 1629 von Kaiser Ferdinand II. in den Reichsgrafenstand erhoben.
Der Kommendator Christoph Simon von Thun dürfte sich eher selten in seiner Kommende aufgehalten haben. Bereits Ende 1627 stellte er mit Georg Dresser einen Verwalter ein, der ständig in der Kommende wohnte. Schon 1628 folgte auf Georg Dresser der Oberst Johann von Lissau (auch Liesau). 1630 war dann Wolfgang Frischeisen Verwalter der Kommende in Eger. Schon Kommendator Christoph Simon von Thun verteidigte energisch die Exemtion seiner Kommende von der geistlichen Gerichtsbarkeit des Fürstbischofs von Regensburg. Unter der Herrschaft des Malteserordens erfolgte 1682 der Neubau der Dorfkirche in Treunitz.
1628 übertrug Kommendator Christoph Simon Thun den Gottesdienst in der Stadtpfarrkirche den Jesuiten, bot ihnen das Deutsche Haus als Unterkunft und stellte 1000 Taler zur Besoldung des Stadtpfarrers mit zwei Koadjutoren in Aussicht. Dies kam Heinrich Schlick, Graf von Passau und Weißkirchen, kaiserlicher Feldmarschall und Hofkriegsrat-Präsident zu Ohren, der sich sofort als Stifter und Gründer eines Jesuitenkollegiums in Eger anbot. Der Kaiser war darüber sehr erfreut und bot als Mitstifter und Mitgründer weitere 50.000 Taler an. Durch den Tod von Schlick verzögerte sich aber die Auszahlung des Stiftungsgeldes und der Bau des Kollegiums. Im Laufe des Jahres 1628 wurden sämtliche lutherischen Prediger aus den Stadt- und umliegenden Pfarrgemeinden entlassen. Am 3. November 1628 hielt der Vorstand der Jesuiten, Pater Johann Emrich, die erste Predigt in der Pfarrkirche.
Aufgrund von häufigen Truppendurchzügen während des Dreißigjährigen Kriegs kam es zu Unregelmäßigkeiten in der Belastung der Landbevölkerung. 1629 schlossen die drei geistlichen Stifter nämlich die Johanniterkommende, das Klarissenkloster und das Hospital und Kloster der Kreuzherren mit dem roten Stern, mit Bürgermeister und Rat der Stadt Eger einen Vergleich, der die Abgaben der beiderseitigen Untertanen regelte. Ab dieser Zeit waren die drei geistlichen Stifter durch ihre Bevollmächtigten bei den Ständeversammlungen vertreten.
Im Zuge des Dreißigjährigen Krieges kam es im Dezember 1631 durch die Besetzung der Stadt Eger durch auf protestantischer Seite stehenden sächsischen Truppen zu einer Unterbrechung der Tätigkeit der Jesuiten. Im Juni 1632 wurden aber die sächsischen Truppen zum Abzug gezwungen. Danach übernahmen kurzzeitig die Dominikaner die Gottesdienste. Ab 1634 besorgten die Jesuiten wieder die Predigten und die Christenlehre. Ab 1641 stand der Superior der Jesuiten der Pfarrkirche als Verweser vor, und Jesuitenpriester betreuten die Kirchen von Treunitz, Haslau, Albenreut, Künsberg und etwas später auch Liebenstein.
Im Jahr 1629 musste die Stadt die lutherischen Lehrer an der Lateinschule entlassen, und die Jesuiten übernahmen den Schulbetrieb. Nach der Unterbrechung durch die Besetzung der Stadt durch sächsische Truppen (1631/32) nahmen sie 1635 den Unterricht wieder auf. 1636 gab es zwei Klassen, 1638 bereits vier Grammatikklassen. 1640 wurde der Unterrichtsstoff um Poesie und Rhetorik erweitert. 1642 kauften die Jesuiten das Haus des Ratsherrn Bachhelbel/Pachhelbel, das sie zuvor gemietet hatten. Einen erneuten Rückschlag für die Jesuiten gab es vom 17. Juli 1647 bis 8. Oktober 1649 als schwedische Truppen Eger besetzt hielten. Die Katholiken mussten die Stadtpfarrkirche an die Protestanten abtreten. Erst nach dem Abzug der schwedischen Truppen mussten die Protestanten die Stadtkirche wieder räumen. 1651 wurde die Niederlassung der Jesuiten in Eger vom Ordensgeneral Francesco Piccolomini zu einem Collegium erhoben (Jesuitenkollegium Eger).

### Verkauf der Johanniter-/Malteserkommende an die Stadt Eger
Wie schon dem Deutschen Orden scheint die Kommende Eger auch für den Johanniter-/Malteserorden nicht profitabel genug gewesen zu sein, denn 1692 verkaufte der Johanniterorden die Kommende (wieder) an die Stadt Eger.
Der damalige Kommendator Kollonitsch wollte die Kommende allerdings zuerst an die Jesuiten verkaufen, die Kaufinteresse bezeugt hatten. Sie führten die Lateinschule, die von der Kommende finanziert wurde, und versahen die Gottesdienste in der Stadtpfarrkirche und in einigen umliegenden Landpfarreien. Der damalige Rektor des Jesuitenkollegs in Eger Elias Nentwig glaubte den Verkauf schon in trockenen Tüchern, als er die vier Bürgermeister und den gesamten Rat von Eger zum Essen einlud und ihnen die Neuigkeit vom Kauf der Kommende eröffnete. Der Rat schickte noch am folgenden Tag zwei Abgeordnete nach Wien, um den Kauf wenn möglich zu verhindern.
Mit viel Verhandlungsgeschick und der Unterstützung einflussreicher Persönlichkeiten, wie dem Bischof von Gurk Otto de la Bourde, gelang es den Stadtvertretern, dass der Stadt Eger die Kommende für 65.000 Gulden überlassen wurde, also noch um 10.000 Gulden über dem Angebot der Jesuiten. Die Stadt musste den Jesuiten allerdings einige Zugeständnisse machen. So überließ die Stadt das gesamte Areal der Kommende mit Ausnahme des Priesterhauses den Jesuiten zur kostenfreien Nutzung als künftiges Kolleg. 1705 erbauten die Jesuiten ein neues Collegium in Eger.
Die Ausstellung des Kaufvertrages durch die Wiener Kanzlei erfolgte am 2. September 1692. Er wurde am 29. September 1692 von Leopold Karl von Kollonitsch, Johann Philipp Martini und Christoph Wagner unterzeichnet. Durch die einzuholenden, im Grunde aber formalen Bestätigungen vom Großprior von Böhmen Ferdinand Ludwig von Kolowrat-Liebsteinsky (1. März 1693), des Großmeisters der Malteser Adrien de Wignacourt (am 15. Mai 1693), von Papst Innozenz XII. (am 25. Juni 1694), von Kaiser Leopold I. (am 14. April 1695) und dem zuständigen Fürstbischof von Regensburg (am 5. Januar 1695) zog sich die Kaufabwicklung und Bezahlung noch bis 1696 hin. Die Bezahlung an den Schatzmeister des Großpriorats in Prag erfolgte in drei Tranchen; im Juni 1695 (18.000), im Oktober 1695 (21.000 Gulden) und schließlich die letzte Tranche im Januar 1696 (26.000). Am 5. Januar 1696 bestätigte der Großprior von Böhmen Ferdinand Ludwig von Kolowrat-Liebsteinsky den vollständigen Erhalt der Kaufsumme.
Mit dem Erlös aus dem Verkauf der Kommende wurde das Rittergut Mecholupy angekauft und in eine Kommende des Großpriorats Böhmens, die Kommende Miecholupy umgewandelt. Sie war eine Ritterkommende und reine Präbende, d. h. der Ertrag des Gutes floss dem Ritterbruder zu. Einen Konvent gab es nicht mehr.

### Komture/Kommendatoren des Johanniterordens
| Amtszeit               | Kommendator | Sonstige Ämter und Anmerkungen |
| ---------------------- | --- | --- |
| 1627 bis 1635          | Christoph Simon Graf von Thun-Hohenstein (* 12. September 1582, † 27. März 1635)                                               | erster Kommendator in Eger, auch Kommendator in Klein-Oels und Lossen 1609 bis 1620 Großprior von Ungarn, 1627 Georg Dresser, Verwalter |
| 1635 bis 10. März 1656 | Leopold Wilhelm/Wilhelm Leopold von Tattenbach-Rheinstein (* 10. Juli 1609 in Landsberg in Krain, † 25. November 1661 in Graz) | Kommendator in Eger (titulo cabimento) war auch Kommendator in Klein-Oels, Kommendator in Wien, (Titular-)Kommendator in Breslau, (Titular-)Kommendator in Fürstenfeld, 1656 bis 1657 Großbailli, 1657 bis 1661 Großprior von Böhmen, Kammerherr Kaiser Ferdinands III., Oberkammerherr von Erzherzog Leopold Wilhelm, 1643 mit der Grafschaft Rheinstein belehnt |
| 1656 bis 1692/96       | Leopold Karl von Kollonitsch (* 26. Oktober 1631, † 20. Januar 1707)                                                           | letzter Kommendator von Eger, am 15. November 1651 in den Orden aufgenommen, auch Kommendator in Mailberg, 1666 bis 1669 Bischof von Nitra, 1669 bis 1686 Bischof von Wiener Neustadt, 1686 zum Kardinal ernannt, 1686 bis 1690 Bischof von Győr, 1690 bis 1695 Erzbischof von Kalocsa, 1695 bis 1707 Erzbischof von Esztergom                                    |

### Verwalter der Kommende
| Amtszeit      | Verwalter                               | Sonstige Ämter und Anmerkungen |
| ------------- | --------------------------------------- | ------------------------------ |
| Ende 1627     | Georg Dresser                           | Verwalter                      |
| 1628          | Johann von Lissau (auch Liesau)         | Verwalter                      |
| 1630          | war dann Wolfgang Frischeisen Verwalter |                                |
| 1640/41       | Nikolaus Reyder                         | Verwalter                      |
| 1642–1645     | Dr. Gabriel Schüssel                    | Verwalter                      |
| 1645–1651     | Johann Philipp Martin                   | Verwalter                      |
| 1651          | Heinrich Eustach Schere                 | Verwalter                      |
| 1652          | Dr. Franz Bernhard Schmidt              | Verwalter                      |
| 1652 bis 1658 | Johann Ertel/Oertel                     | Verwalter                      |

## Das Jesuitenkolleg Eger
siehe Hauptartikel Jesuitenkolleg Eger
Wie bereits kurz erwähnt, kamen 1627 die ersten Jesuiten in die Stadt Eger. Sie besorgten zunächst im Auftrag der Johanniterkommende die Gottesdienste in der Stadtpfarrkirche und in einigen umliegenden Dörfern. Die von protestantischen Lehrern geführte Lateinschule bzw. das Gymnasium wurde 1628 zunächst geschlossen. Im Mai 1629 wurde das Gymnasium durch Lehrer des Jesuitenordens wieder geöffnet. 1651 wurde die Niederlassung der Jesuiten in Eger vom Ordensgeneral Francesco Piccolomini zu einem Collegium erhoben. 1773 wurde der Jesuitenorden verboten und das Kollegium aufgehoben.